# Vagharchak Harutiunyan
Vagharchak Varrnazi Harutiunyan (en arménien: Վաղարշակ Վառնազի Հարությունյան; russe: Вагаршак Варназович Арутюнян; né le 28 avril 1956) était ministre de la Défense de l'Arménie du 11 juin 1999 au 20 mai 2000.

## Vie
Harutiunyan est né à Akhalkalaki, dans la RSS de Géorgie (aujourd'hui Géorgie).

## Carrière
Le 23 juillet 2002, Harutiunyan a rejoint le parti d'opposition Hanrapetutyun, dirigé par Aram Sarkissian, le frère de Vazgen Sarkissian. Depuis août 2020, il est conseiller militaire en chef du Premier ministre arménien.

## Ministre de la Défense
Harutiunyan a été nommé ministre de la Défense par le Premier ministre Nikol Pachinian et le président Armen Sarkissian le 20 novembre 2020, à la suite de la démission de Davit Tonoyan.